# Pierre Boffety
Pierre Boffety est un chef opérateur de cinéma et de télévision français né le 14 décembre 1956 à Paris.

Sa carrière s'inscrit majoritairement dans le documentaire, notamment en collaboration avec Marcel Ophüls. Il est le fils du directeur de la photographie Jean Boffety.

## Biographie
Pierre Boffety a débuté en tant qu'assistant opérateur sur de nombreuses fictions, parmi lesquelles de nombreuses avec son père comme chef opérateur, notamment les films de Claude Sautet (Une histoire simple, Un mauvais fils, Garçon !), Le Gendarme et les Gendarmettes, L'Homme en colère ou encore Espion, lève-toi. Il fut également assistant opérateur sur Moonraker.

## Filmographie[1]
Sauf indication contraire, crédité en tant que chef opérateur
Cinéma
- 1979 : Comme les anges déchus de la planète Saint-Michel
- 1979 : L'Homme en colère (cadreur)
- 1984 : Repérage
- 1984 : Toilette n°1
- 1984 : Ôte-toi de mon soleil
- 1984 : La Voix de son maître ou Deux jours dans la vie de M. Léon
- 1985 : No Love's Land
- 1985 : Mélodie pour un cafard
- 1985 : Le Train fatal
- 1985 : L'Heure du coup de feu
- 1985 : Les Chaises
- 1985 : La Porte
- 1985 : À suivre
- 1985 : Bring on the Night
- 1985 : P.R.O.F.S
- 1986 : Les clowns de Dieu
- 1987 : De sable et de sang (cadreur)
- 1988 : Nuit de fête
- 1988 : Falkenau, the Impossible
- 1988 : Hôtel Terminus
- 1989 : La Vouivre (cadreur)
- 1990 : Projections
- 1991 : November Days
- 1994 : Comme tout le monde
- 1994 : De rage et d'espoir
- 1994 : Bosna !
- 1994 : Veillées d'armes : histoire du journalisme en temps de guerre
- 1995 : État des lieux
- 1998 : Vive la mariée... et la libération du Kurdistan
- 2001 : Un drôle de zouave à l'Alma
- 2001 : Mademoiselle Eva
- 2001 : Cindy rêve d'argent
- 2004 : Fausse teinte (cadreur)
- 2006 : Le Monde des trotskystes, les trotskystes du monde
- 2006 : Un chant nègre, Leopold Sedar Senghor
- 2007 : On dirait que...
- 2007 : Les Cœurs brûlés

Télévision
- 1982 : Cinéma cinémas (série TV)
- 1983 : Les Murs de Santiago
- 1983 : La Guerre des Mayas (également réalisateur)
- 1984 : La fontaine des innocentes
- 1989 : Paroles d'otages
- 1989 : Le Destin du docteur Calvet (série TV)
- 1991 : Pierre qui roule
- 1993 : Gabriel
- 1995 : One for the Road (série TV)
- 1995 : Ils n'ont pas 20 ans (cadreur)
- 1996 : Elvis Aziz
- 1996 : Le Cheval de cœur (cadreur)
- 1997 : Un siècle d'écrivains (série TV)
- 1999 : La Bataille de la pyramide (TV)
- 2000 : Commis d'office
- 1998 : Renford Rejects (série TV, également réalisateur d'un épisode)
- 2001 : La Rage et le Rêve des condamnés
- 2001 : Architectures (Baukunst) (série TV)
- 2005 : Saddam Hussein: Histoire d'un procès annoncé
- 2009 : Empreintes (série TV)
- 2007 : Genie in the House (série TV)
- 2009 : EADS-Airbus : Une affaire d'états

## Source
1. ↑  « Pierre Boffety » (présentation), sur l'Internet Movie Database